# فيلامايور دي سانتياغو
بلدية فيلامايور دي سانتياغو (بالإسبانية: Villamayor de Santiago)‏، هي إحدى بلديات مقاطعة قونكة إحدى مقاطعات إسبانيا، و التي تقع في منطقة قشتالة لا منتشا وسط البلاد, و المائلة لجهة الشرق من إسبانيا.
يبلغ عدد سكانها 2.925 نسمة وفقاً لإحصائية سنة (2007).